# Adam Riess
Pour les articles homonymes, voir Riess.
Ne doit pas être confondu avec le mathématicien allemand Adam Ries
Adam Riess, né le 16 décembre 1969 à Washington, est un astrophysicien et cosmologiste américain actuellement en poste au Space Telescope Science Institute (université Johns Hopkins, Baltimore). Il est membre de l'équipe du High-Z supernovae search team, une des deux équipes à avoir mis en évidence en 1998 le phénomène d'accélération de l'expansion de l'Univers, signe probable que celui-ci contient une forme mystérieuse d'énergie appelée énergie noire. Il reçoit le Prix Nobel de physique en 2011 pour ce travail, conjointement avec Brian P. Schmidt et Saul Perlmutter.

## Récompenses
- 2006 : prix Shaw d'astronomie
- 2011 : médaille Albert-Einstein avec Saul Perlmutter
- 2011 : prix Nobel de physique, avec Saul Perlmutter et Brian P. Schmidt
- 2016 : chaire Bloomberg.